# Dirksland
Dirksland este o comună și o localitate în provincia Olanda de Sud, Țările de Jos. 

## Localități componente
Dirksland, Herkingen, Melissant.